# Plutonium-239
Plutonium 239 (239Pu) je izotop plutonia s poločasem přeměny 24 110 let. Jedná se o hlavní štěpitelný nuklid používaný v jaderných zbraních, 235U se používá méně často. 239Pu je rovněž, spolu s 233U a 235U, jedním ze tří hlavních nuklidů použitelných v tepelných spektrálních jaderných reaktorech.

## Jaderné vlastnosti
Jaderné vlastnosti plutonia 239, stejně jako možnost vyrábět velmi čisté 239Pu mnohem levněji, než vysoce obohacený 235U, vedly k jeho využití v jaderných zbraních a jaderných elektrárnách. Při štěpení uranu-235 tepelnými neutrony se uvolní dva nebo tři neutrony, které mohou být absorbovány uranem-238 za vzniku uranu-239, který se dvěma beta minus přeměnami změní na plutonium-239 a to se v reaktoru může štěpit společně s uranem-235.
Plutonium-239 má ze všech běžnějších jaderných paliv nejmenší kritickou hmotnost, přibližně 11 kg, což odpovídá kouli o průměru 10,2 cm. Vhodnými postupy lze toto kritické množství snížit více než dvojnásobně.
Rozštěpením jednoho jádra 239Pu se uvolní 207,1 MeV (3,318×10−11 J) energie, tedy přibližně 19,98 TJ na mol nebo 83,61 TJ na kilogram.
| zdroj záření (tepelné štěpení 239Pu)                                      | průměrná uvolněná energie [MeV] |
| ------------------------------------------------------------------------- | ------------------------------- |
| Kinetická energie jader vzniklých štěpením                                | 175,8                           |
| Kinetická energie okamžitých neutronů                                     | 5,9                             |
| Energie okamžitých γ fotonů                                               | 7,8                             |
| Celková energie                                                           | 189,5                           |
| Energie částic β−                                                         | 5,3                             |
| Energie antineutrin                                                       | 7,1                             |
| Energie opožděných γ fotonů                                               | 5,2                             |
| Celková energie rozpadajících se produktů štěpení                         | 17,6                            |
| Energie uvolněná záchytem okamžitých neutronů                             | 11,5                            |
| Celkové teplo uvolněné v tepelně-spektrálním reaktoru (mimo antineutrina) | 211,5                           |

## Výroba
Plutonium-239 se vyrábí z uranu, obvykle v jaderných reaktorech přeměnou jednotlivých atomů jednoho z izotopů uranu přítomného v palivových tyčích. Pokud je atom uranu-238 vystaven neutronovému záření, tak některá jeho jádra absorbují neutron za vzniku uranu-239. Tato přeměna je snazší při použití neutronů s nízkou kinetickou energií (aktivační energie štěpení jádra 238U je 6,6 MeV). Uran-239 se následně rychle dvěma beta minus přeměnami změní nejprve na neptunium-239 a následně na plutonium-239:
238
92U + 1
0n → 239
92U → 239
93Np → 239
94Pu
Ke štěpení zde dochází jen výjimečně, a takto vyrobené plutonium stále obsahuje velké množství 238U a dalších izotopů uranu, kyslík, ostatní složky původního materiálu a štěpné produkty. Pokud je palivo vystaveno neutronům v reaktoru několik dnů, tak lze oddělit 239Pu pomocí chemických metod a získat tak velmi čisté 239Pu.
239Pu má větší pravděpodobnost štěpení než 235U a větší počet uvolněných neutronů při štěpení, a tak i menší kritickou hmotnost. Čisté plutonium-239 také méně uvolňuje neutrony kvůli spontánnímu štěpení (asi 10 štěpení za sekundu na kilogram) a díky tomu lze shromáždit výrazně nadkritické množství tohoto izotopu, aniž by došlo k výbuchu kvůli řetězové reakci.
V praxi obsahuje plutonium vyrobené v reaktoru nezanedbatelný podíl 240Pu kvůli tendenci 239Pu pohltit během procesu další neutron. U plutonia-240 je úroveň spontánního štěpení mnohem vyšší (415 000 štěpení·s−1.kg−1), kvůli čemuž je nežádoucí příměsí. Plutonium s velkým podílem 240Pu tak není příliš vhodné k použití v jaderných zbraních; vyzařuje neutronové záření, což ztěžuje skladování, a může vést k menšímu výbuchu, při kterém se zbraň poškodí, ale nedojde k rozštěpení většího množství paliva (u moderních jaderných zbraní využívajících k zahájení fúze tvorbu dalších neutronů, není tento jev problémem). Kvůli tomuto omezení musí být jaderné zbraně využívající plutonium implozního typu. 239Pu a 240Pu od sebe nelze chemicky odlišit, a k jejich oddělení je tedy potřeba náročná a nákladná izotopová separace.

## Použití v jaderných reaktorech
V jakémkoliv fungujícím reaktoru obsahujícím uran-238 se vytváří určité množství plutonia-239. Komerční reaktory na rozdíl od reaktorů používaných k výrobě plutonia pro jaderné zbraně obvykle pracují s vyšší spotřebou, což umožňuje, aby v ozářeném palivu vzniklo významné množství plutonia. Plutonium-239 se vyskytuje jak v reaktorovém jádru během provozu, tak i v použitém palivu. Použité palivo obvykle obsahuje kolem 0,8 % 239Pu.
Plutonium-239 přítomné v reaktorovém palivu může absorbovat neutrony a štěpit se podobně jako uran-235. Jelikož se v reaktorovém jádru během provozu 239Pu tvoří neustále, tak může k jeho využívání jako jaderného paliva docházet, aniž by se palivo přepracováválo; plutonium-239 se štěpí v palivových tyčích, ve kterých vzniká. Štěpením plutonia-239 se uvolňuje kolem třetiny veškeré energie obvykle získané v jaderné elektrárně. Pokud část 239Pu není neustále „spalována“, tak může jeho obsah v palivu vzrůst výrazně nad 0,8 %.
Do nového jaderného paliva lze přidat malý podíl 239Pu. Přidání tohoto nuklidu omezuje nutnost použití obohaceného uranu.

## Bezpečnost
Plutonium-239 vyzařuje částice alfa za vzniku uranu-235. Jako alfa zářič není příliš nebezpečné jako vnější zdroj ionizujícího záření, ovšem při vdechnutí nebo požití je vysoce toxické a karcinogenní. Požité plutonium je však mnohem méně nebezpečné a jen malá část se vstřebává v žaludku a střevech.